# HMS Illustrious (1940)
HMS Illustrious (87) was een vliegkampschip van de Illustrious–klasse van de Royal Navy dat tijdens de Tweede Wereldoorlog in actie kwam. Het schip werd gebouwd door Vickers-Armstrongs in Barrow-in-Furness. Het schip werd op 5 april 1939 te water gelaten en op 25 mei 1940 in dienst gesteld. In november 1940 werd vanaf dit schip voor het eerst in de geschiedenis van de oorlog ter zee een aanval met vliegtuigen uitgevoerd: de verrassinsgaanval van de Britse marine op een Italiaanse vloot die bekend werd als de Slag bij Tarente op 11/12 november 1940.

## Illustrious–klasse
De Illustrous-klasse waren vliegdekschepen van de Britse marine. De opkomst van het fascisme leidde tot een bouwprogramma van vier vliegdekschepen van deze klasse. De vier schepen waren HMS Illustrious, HMS Formidable, HMS Victorious en HMS Indomitable. In 1937 werd met de bouw een start gemaakt. Drie werden gebouwd op de werf van Vickers-Amstrongs en alleen de HMS Formidable bij Harland & Wolff in Belfast. De schepen kregen een grootte van 23.000 ton.
De vliegdekschepen kregen een gepantserd vliegdek. Het was 3 inch dik en de boorden kregen een pantserlaag van 4,5 inch. De belangrijkste vaargebieden zouden de Noordzee en de Middellandse Zee zijn. Omgeven of dicht bij land konden vliegtuigen gestationeerd op land de schepen bereiken. Deze landvliegtuigen konden een zwaardere bommenlast meenemen waardoor extra bescherming een vereiste was- met name omdat de Royal Navy voorzag dat ze hen in zouden gaan zetten om schepen in havens aan te vallen. De schepen kregen ook een zware bewapening van luchtdoelgeschut mee. Radar was nog niet geperfectioneerd waardoor aanvallende vliegtuigen te laat zouden worden gesignaleerd om eigen vliegtuigen in te zetten als bescherming.
De capaciteit van de Britse vliegdekschepen was beperkt tot de hangarruimte. In tegenstelling tot de schepen van de Amerikaanse marine namen de Britse schepen geen vliegtuigen mee die permanent op het vliegdek werden geparkeerd, grotendeels vanwege de gemiddelde weersomstandigheden in de Atlantische oceaan. Na de Tweede Wereldoorlog wijzigde de Britse marine het beleid waardoor meer vliegtuigen meegevoerd konden worden.
Een nadeel van het gepantserde vliegdek was wel de beperkte hoogte in het belangrijkste hangar van het schip. Vooral na de Tweede Wereldoorlog leidde dit tot problemen toen de vliegtuigen groter werden. Relatief kort na de oorlog zijn de schepen uit de vaart genomen.

## Levensloop
HMS Illustrious was in augustus 1940 opgewerkt. Ze kwam voor het eerst in actie in de Middellandse Zee waar ze konvooien op weg naar Malta en Egypte moest beschermen. Op 31 augustus 1940 voerde haar boordeskader voor het eerst een luchtaanval uit op vliegvelden bij Maritza. Op 11/12 november 1940 kwam haar boordeskader in actie tegen de Italiaanse vloot tijdens de Slag van Tarente. Het succes van deze operatie zou het jaar daarop de Japanse marine hebben geÏnspireerd tot de Aanval op Pearl Harbor op 7 december 1941.

Op 10 januari 1941 werd HMS Illustrious tijdens het begeleiden van een konvooi ten oosten van Sicilië aangevallen door Italiaanse Savoia-Marchetti SM.79 en Duitse Junkers Ju 87. Het schip werd door zes bommen van 500 kilogram getroffen waarbij de ziekenboeg de officiersmess werden vernield. Het vliegdek was vernield en negen vliegtuigen vernietigd. Het schip was onbestuurbaar, maar wist met een escorte Malta te bereiken. Toen ze in Malta in dok lag, werd ze opnieuw door bommen getroffen. Het schip vertrok voor tijdelijke reparaties naar Alexandrië, Egypte en ging korte tijd later naar Virginia om op de Norfolk Naval Shipyard gerepareerd te worden.
Nadat de herstelwerkzaamheden waren voltooid kwam HMS Illustrious in actie in de Indische Oceaan. Daar nam ze samen met haar zusterschip HMS Indomitable deel aan Operatie Ironclad, de geallieerde invasie van Madagaskar. In 1943 keerde ze terug naar het Middellandse Zeegebied en nam daar met andere eenheden van Force H (gestationeerd in Gibraltar) deel aan operaties waaronder de geallieerde landing op Sicilië.
In 1944 maakte de HMS Illustrious deel uit van de Eastern Fleet en nam ze deel aan diverse operaties, waaronder de aanval op Sabang op (19 april en 22 juli 1944), Soerabaja op (17 mei 1944), Palembang op (24 januari en 29 januari 1945) en Port Blair op de Andamanen op (22 juni 1944). Na afloop vertrok het vliegkampschip naar Fremantle in (Australië) om voorraden in te slaan en de bemanning enige rust te gunnen. Tijdens de landingen op Okinawa maakte de HMS Illustrious deel uit van de British Pacific Fleet. Het schip doorstond twee kamikaze-aanvallen.
Na de oorlog deed HMS Illustrious dienst als schoolschip. Van januari tot augustus 1948 werd het schip gemoderniseerd. Eind 1954 werd het vliegkampschip uit dienst gesteld, op 3 november 1956 verkocht en uiteindelijk in Faslane gesloopt.

## Naslagwerken
- (en)  Barnett, Correlli. Engage the Enemy More Closely, uitgeverij: Norton & Company, New York, 1991, ISBN 0-393-02918-2
- (en)  Blackman, V.B., ed. Jane's Fighting Ships 1950-51 uitgeverij: Sampson Low, Marston, & Company, London, 1951
- (en)  Chesneau, Roger. Aircraft Carriers of the World, 1914 to the Present; An Illustrated Encyclopedia, uitgeverij: Naval Institute Press, Annapolis, 1984